# Victòria de Peoni
Victòria de Peoni o Niké de Peoni és una escultura grega de marbre de Paros, la seva autoria és atribuïda per Pausànies a l'escultor Peoni de Mende i datada entre els anys 425 aC i 421 aC, situada, per tant, dintre del període clàssic. Va ser descoberta el 1875 durant les campanyes d'excavacions que van dirigir els alemanys per tota Grècia en aquells anys. Es troba al Museu Arqueològic d'Olímpia.

## Descripció
Originàriament estava situada davant del Temple de Zeus, a Olímpia, a uns 30 metres de la seva cantonada sud-est. La part conservada de l'escultura està esculpida d'un sol bloc de marbre de Paros, té una altura de 2,115 metres i amb les ales desplegades, que s'han perdut en la seva més gran part, havia de fer quasi 3 metres. Estava col·locada sobre un pedestal triangular de 8,81 metres d'alt format al seu torn per 12 blocs també triangulars.
La imatge representa la deessa Niké o Victòria baixant a la terra per honrar els vencedors amb un ram d'olivera que porta a la seva mà dreta, amb ales desplegades i les vestidures que s'adhereixen al cos deixant traslluir la seva anatomia, tractament aquest que recorda a l'anomenada tècnica de «draps molls» que s'enganxen al seu cos per efecte del vent i del seu moviment.

## Motiu i autoria
Segons Pausànies a la seva Descripció de Grècia l'obra va ser un encàrrec dels habitants de Naupacte i Messènia com a ofrena per les seves victòries militars. Pausànies s'inclina a pensar que el motiu va ser la victòria d'una guerra que van mantenir contra Acarnània i Eniades encara que recull la versió dels propis messènics que va ser per la seva victòria sobre els espartans a la batalla d'Esfactèria i que no van posar el nom dels seus enemics a la dedicatòria per por d'ells, molt més poderosos que els acarnanis.

La descoberta de l'escultura així com del seu pedestal on ve recollida la dedicatòria confirma les notícies donades per Pausànies. La dedicatòria diu:
| « | Els habitants de Messènia i Naupacte ofrenen a Zeus Olímpic un delme dels trofeus de la guerra. | » |

Igualment la mencionada dedicatòria -en lletres més petites- confirma l'atribució de Pausànies de l'escultura a Peoni de Mende, 
| « | Feta per Peoni de Mende qui també va fer l'acroteri del temple | » |